# سگ‌دو

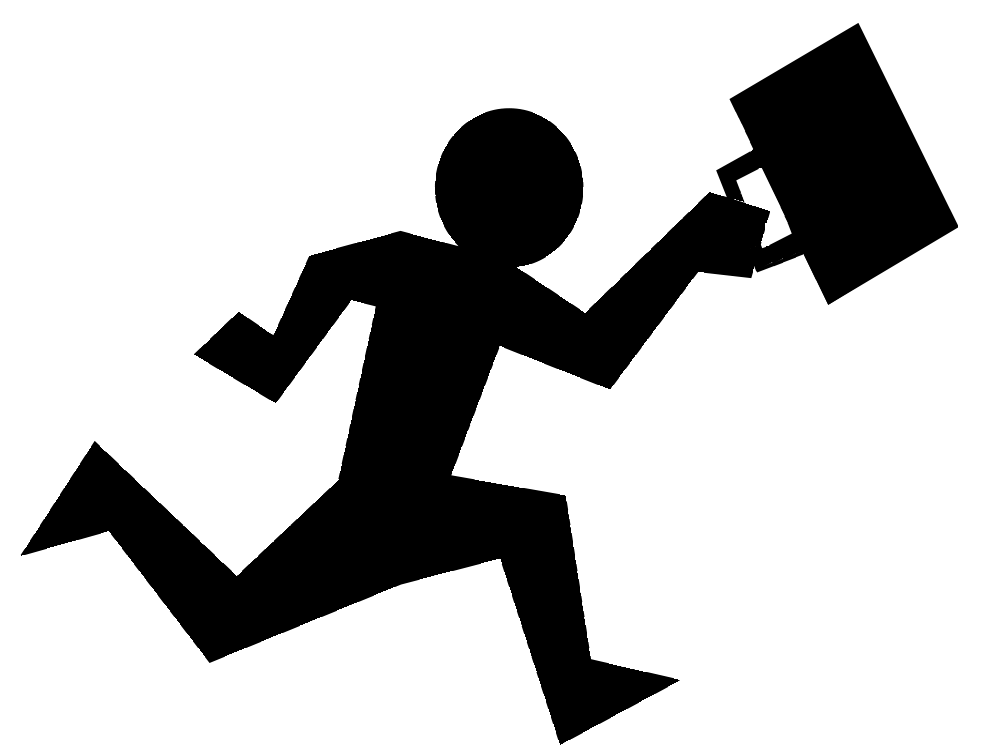
تصویر هنرمند از سگ‌دو زدن در زندگی مدرن

سگ‌دو تلاشی بی‌پایان، پوچ یا بیهوده برای رسیدن به چیزی است. این عبارت معمولاً به نحوهٔ زندگی تکراری و خسته‌کننده‌ای گفته می‌شود که زمانی برای تفریح یا خوشی باقی نمی‌گذارد.
معادل انگلیسی این عبارت (rat race) تصویر موش‌های آزمایشگاهی درون هزارتو را به ذهن می‌آورد که به این سو و آن سو می‌روند تا به پنیر برسند، مانند افراد جامعه که به پیش می‌روند تا از نظر اقتصادی به جایگاه بهتری برسند.